# تريستان هاريس
تريستان هاريس (/trɪsˈtɑːn/) هو رئيس مركز التكنولوجيا الإنسانية وأحد مؤسسيه. عمل في وقت سابق كخبير أخلاقيات التصميم لدى جوجل. تخرج من جامعة ستانفورد حيث درس أخلاقيات الإقناع البشري.

## السيرة الذاتية
تربى في منطقة خليج سان فرانسيسكو على يد أمه العزباء. درس بعدها علوم الكمبيوتر في جامعة ستانفورد وكان أثناء ذلك يتابع تدريبا في شركة أبل. ثم شرع في تحضير الماجستير في الجامعة ذاتها، حيث انضم إلى مختبر بي - جي - فوغ لتكنولوجيات الإقناع. درس هاريس علم النفس المختصّ بتغير السلوك. كان تريستان زميلًا في الدراسة مع كيفن سيستروم، أحد مؤسسي إنستغرام، وساعد في إنشاء تطبيق تجريبي مع المؤسس الآخر، مايك كريجر.
في عام 2007، تخلى هاريس عن برنامج الماجستير في جامعة ستانفورد. وأطلق شركة ناشئة تسمى أبتور Apture كانت متخصصة في البحث الفوري عن المحتوى على الويب. في سنة 2011، استحوذت جوجل على شركة أبتور التي كان يملكها هاريس، وانتهى به الأمر بالعمل على صندوق البريد الوارد لجوجل.

## آراء حول استخدام التكنولوجيا
أثناء عمله لدى جوجل في فبراير 2013، أرسل هاريس عرضًا تقديميًا إلى بعض زملاء العمل بعنوان «دعوة لتقليل الإلهاء واحترام انتباه المستخدمين». في هذا العرض التقديمي، قال هاريس بأن جوجل وأبل وفايسبوك يجب أن «تشعر بمسؤولية هائلة» وتحرس على أن لا يقضي البشر أيامهم مدفونين داخل هواتفهم الذكية. في النهاية، شاهد عشرات الآلاف من موظفي جوجل العرض المكون من 141 صورة تقديمية وأثار نقاشات حول مسؤوليات الشركة بعد فترة طويلة من مغادرته لها. هاريس حاصل على عدة براءات اختراع من عمله السابق في أبل وويكيا وأبتور وجوجل.
غادر هاريس شركة جوجل في ديسمبر 2015 ليركز جهوده على مؤسسة غير ربحية تسمى Time Well Spent (قضاء الوقت بشكل جيد) والتي شارك في تأسيسها. من خلال المؤسسة، كان هاريس يأمل في حشد الدعم لخلق بديل مبني على القيم الأساسية في شركات التقنية، الهدف الرئيسي منه هو مساعدة الناس على قضاء وقتهم بشكل جيد، بدلاً من المطالبة بالمزيد منه. يؤكد هاريس أن جميع العقول البشرية يمكن اختطافها وأن الخيارات التي يتخذونها لا تتم بحرية كما يعتقدون. في عددها الصادر في نوفمبر 2016، صرحت مجلة ذا أتلانتيك بأن «أقرب شيء إلى الضمير الحي في وادي السيليكون هو هاريس.»
اخترع هاريس عبارة «انحطاط الإنسان» لوصف نظام الأضرار المترابطة التي تعزز بعضها بعضاً - الإدمان والإلهاء والعزلة والاستقطاب والأخبار المغلوطة - والذي يُضعف القدرات البشرية بسبب استخدام المنصات التكنولوجية التي تعتمد نموذج أعمال استخراجي يجلب انتباه الإنسان.

## روابط خارجية
- الموقع الرسمي